# Free Bird Institute
Free Bird Institute（フリーバードインスティチュート）は、フィジー共和国にある英語学校である。

## 概要
2004年に、フィジー共和国にある公立小学校内にて英語コースとして創業。2008年よりフィジー共和国で唯一のTOEICオフィシャル英語学校となっている。世界の語学学校の展示会ICEF参加の語学学校の中では世界で2番目に大きな学校キャパシティーを誇る。2017年2月2日南太平洋証券取引所に株式上場。

## 沿革
- 2004年 - フィジー共和国ナンディ市にて創業。2000年より少子化の深刻化するフィジー共和国にて、フィジー政府から公立高校の空き校舎、空き教室を借り受け、英語学校Namaka Public Free Bird Instituteを現地小学校Namaka Public School内に設立。同時にフィジー共和国ナンディ市に留学生サポートオフィスを開設。
- 2006年 - ナンディキャンパス第一校舎を建設。ラウトカキャンパスをLautoka Fijian School内に開設。留学生サポートオフィスをナンディ国際空港内に移転。
- 2007年 - ナンディキャンパス第二校舎を建設。
- 2008年 - ラウトカキャンパス第二校舎建設。
- 2009年 - TOEICの公式監査を受け、フィジーで唯一のTOEICオフィシャル英語学校に認定。
- 2010年 - Namaka Public Free Bird Instituteを学校法人から株式会社法人Free Bird Institute Limitedに改組。フィジー政府バ行政区より国立高校Ba Provincial Secondary Schoolの運営を託され、フィジー政府と共同で高校運営を開始。
- 2017年 - Free Bird Institute Limitedが南太平洋証券取引所に株式上場。

## 親会社
- South Pacific Free Bird 株式会社

## 子会社
- Ba Provincial Free Bird Institute（フィジー政府との契約で国立高校を運営）

## 関連企業
- 商号 : South Pacific Free Bird 株式会社
- 本社所在地 : 東京都新宿区市谷田町二丁目6番4号
- 設立 : 2004年3月2日
- 事業内容 : 英語エージェント、留学生のサポート、旅行業
- 代表者 : 代表取締役社長 谷口浩
- 資本金 : 6,000万円 (2019年1月1日現在)
- 株主（2019年1月1日現在）
  - 谷口浩 - 81.3%
  - 越智通勝 - 5.4%
  - 株式会社ネクシィーズ - 2.2%

## 関連財団
- 商号 : Ba Provincial Free Bird Institute
- 本社所在地 : Saru Back Road, Tavakubu, Lautoka, Fiji
- 設立 : 2010年
- 事業内容 : 国立高校
- 代表者 : 理事長 Hiroshi Taniguchi

## かつて存在した関連企業・財団
- Namaka Public Free Bird Institute
  - 2010年、フィジー共和国の学校法人Namaka Public School内の使われていなかった校舎を利用し英語学校を設立。フィジー投資局、南太平洋証券取引所の指導を経て、現Free Bird Instituteに改組。

## 著名な卒業生
- 片渕茜（テレビ東京アナウンサー）
- おのののか（タレント）